# Streschewoi
Streschewoi (russisch Стрежевой) ist eine Stadt in der Oblast Tomsk (Russland) mit 42.219 Einwohnern (Stand 14. Oktober 2010).

## Geographie
Die Stadt liegt im südöstlichen Teil des Westsibirischen Tieflands, etwa 930 km nordwestlich der Oblasthauptstadt Tomsk, am rechten Arm Possal (russisch Пасол) des Ob.
Die Stadt Streschewoi ist der Oblast administrativ direkt unterstellt. Sie ist vom Territorium des Rajons Alexandrowskoje umgeben, zu dem sie jedoch nicht gehört.
Streschewoi besitzt einen Flughafen und eine Schiffsanlegestelle am Ob. Die Stadt ist über das 70 Kilometer nordwestlich im benachbarten Autonomen Kreis der Chanten und Mansen/Jugra gelegene Nischnewartowsk an das russische Straßennetz angebunden. Dort befindet sich auch der nächstgelegene Bahnhof. Es gibt bislang keine feste Straßenverbindung nach Südosten, in Richtung des Oblastzentrums Tomsk.

## Geschichte
Die namensgebende, etwa acht Kilometer südwestlich des heutigen Stadtzentrums gelegene und nicht mehr existierende Ortschaft Streschewoje (auch Streschewaja) entstand Anfang der 1930er-Jahre als Siedlung für Verbannte. Der Name ist vom russischen Wort streschen für eine tiefe Stelle mit starker Strömung in einem Fluss (auch „Stromstrich“) abgeleitet.
Mitte der 1960er-Jahre begann die Errichtung der Erdölarbeitersiedlung Streschewoi zur Versorgung der Erkundung und Förderung im Umkreis von 200 Kilometern; als offizieller Gründungstag gilt der 1. September 1966. 1967 erhielt der Ort den Status einer Siedlung städtischen Typs und 1978 Stadtrecht.

### Bevölkerungsentwicklung
| Jahr | Einwohner |
| ---- | --------- |
| 1959 | 800       |
| 1970 | 8.441     |
| 1979 | 23.121    |
| 1989 | 43.348    |
| 2002 | 43.815    |
| 2010 | 42.219    |

Anmerkung: ab 1970 Volkszählungsdaten

## Kultur und Sehenswürdigkeiten
Streschewoi hat ein Heimat- und historisches Museum, Stadtbibliothek, «Sowremennik» der Palast der Künste.

## Wirtschaft
Streschewoi ist dank der Lagerstätte Sowetsko-Sosninskoje das bedeutendste Zentrum der Erdöl- und Erdgasförderung in der Oblast Tomsk. Die hier ansässige Firma Tomskneft gehört heute zu den Konzernen Rosneft und Gazprom Neft. Von hier führt eine Pipeline über Anschero-Sudschensk bis in das Kusnezker Becken.

## Söhne und Töchter der Stadt
- Dmitri Sokolow (* 1988), Fußballspieler[3][4]
- Angelina Stretschina (* 1996), Schauspielerin